# کلاب عشق (ترانه)
«باشگاه عشق» (به انگلیسی: The Love Club) ترانه‌ای از خواننده نیوزیلندی لرد است که از اولین آلبوم چندآهنگه خود، ایی‌پی باشگاه عشق (۲۰۱۳) گرفته شده‌است. این ترانه توسط لرد و جوئل لیتل نوشته شده‌است و توسط لیتل تهیه شده‌است. «باشگاه عشق» خطاب به دوستانه رفتار کردن با «اجتماع بد» است. پس از انتشار ای‌پی، این آهنگ مورد استقبال منتقدین موسیقی قرار گرفت و در جدول تک‌آهنگهای نیوزلند به رتبه ۱۷ رسید. این ترانه گواهی طلا را توسط انجمن صنعت ضبط نیوزیلند و انجمن صنعت ضبط استرالیا (ای‌آرآی‌ای) برای فروش به ترتیب بیش از ۷٬۵۰۰ و ۳۵٬۰۰۰ نسخه دریافت کرد.